# Kaghaz-e bikhat
Pour plus de détails, voir Fiche technique et Distribution.
Papier sans ligne[réf. nécessaire] (en persan : کاغذ بی‌خط, Kaghaz-e BiKhat ) est un film iranien de Nasser Taghvai sorti en 2002.

## Synopsis
Un couple, Jahangir (Khosro Shakibai) et Roya (Hedieh Tehrani) vivent avec leurs deux enfants, Shangul (Hanieh Moradi) et Mangul (Arian Matlabi), depuis des années. Ils mènent une vie plutôt monotone. Jahangir est loin d’être un mari modèle et tout à fait compréhensible pour Roya.
Cette dernière qui a un certain goût pour écrire, suit des cours de rédaction d’histoire avec un professeur de littérature (Jamshid Mashayekhi). Elle s’inspire de sa propre vie dans ses textes. Lorsque Jahangir lit enfin ces histoires, celles de leur propre vie romancées par Roya, il adoptera une nouvelle approche dans sa relation de couple.

## Fiche technique
Source : IMDb
- Réalisation : Nasser Taghvai
- Scénario : Nasser Taghvai
- Photographie : Farhad Saba
- Montage : Abbas Ganjavi
- Musique : Karen Homayunfar
- Production : Hasan Tavakol Nia
- Pays d’origine : Iran
- Langue : Persan
- Format : Couleur
- Dates de sortie :   
  -  Iran : février 2002

## Distribution
- Khosro Shakibai : Janhangir
- Hedieh Tehrani : Roya
- Jamshid Mashayekhi : Professeur
- Jamileh Sheikhi : la mère de Roya
- Nikou Kheradmand (en) : Amie de la mère de Roya
- Hanieh Moradi : Shangul
- Arian Matlabi : Mangul
- Afarin Obeysi : Soussan Joon